# Ignazio Giovanni Cadolini
Ignazio Giovanni Cadolini (Cremona, 4 novembre 1794 – Ferrara, 11 aprile 1850) è stato un cardinale e arcivescovo cattolico italiano.

## Biografia
Nacque a Cremona il 4 novembre 1794 da Giovanni e da Rosa Germani.
Il 3 luglio 1826 fu nominato vescovo di Cervia.
Il 12 febbraio 1838, dopo il suo rientro a Roma, fu nominato arcivescovo di Edessa e allo stesso tempo divenne segretario della Congregazione di Propaganda Fide. Papa Gregorio XVI lo elevò al rango di cardinale nel concistoro del 27 gennaio 1843 ed il 30 gennaio successivo venne consacrato arcivescovo di Ferrara. Partecipò al conclave del 1846, che elesse papa Pio IX.
Al termine della prima guerra d'indipendenza gli austriaci con il generale Haynau entrarono a Ferrara il 19 febbraio 1849 ed imposero una forte taglia come risarcimento per l'accoglienza data dai ferraresi ai volontari italiani; in caso contrario gli austriaci minacciavano di bombardare la città. Il cardinale riuscì a far desistere gli austriaci dal loro proposito, ma fu necessario pagare quanto da loro richiesto.
Morì l'11 aprile 1850 all'età di 55 anni.

## Genealogia episcopale
La genealogia episcopale è:
- Cardinale Scipione Rebiba
- Cardinale Giulio Antonio Santori
- Cardinale Girolamo Bernerio, O.P.
- Arcivescovo Galeazzo Sanvitale
- Cardinale Ludovico Ludovisi
- Cardinale Luigi Caetani
- Cardinale Ulderico Carpegna
- Cardinale Paluzzo Paluzzi Altieri degli Albertoni
- Papa Benedetto XIII
- Papa Benedetto XIV
- Papa Clemente XIII
- Cardinale Bernardino Giraud
- Cardinale Alessandro Mattei
- Cardinale Giacomo Giustiniani
- Cardinale Ignazio Giovanni Cadolini